# ROAD (20th Century의 음반)
《ROAD》는 1997년 9월 10일 발매한, "20th Century"의 첫 번째 앨범이다.

## 설명
- V6의 연장자 (사카모토 마사유키, 나가노 히로시, 이노하라 요시히코) 유닛 20th Century의 첫 번째 앨범.
- 초회한정반에는 3명의 얼굴을 본 뜬 코인을 스폐셜 패키지로 봉입하였다.
- SMAP에게 다수의 곡으로 참여한 ‘타니모토 아라타(작곡) + CHOKKAKU(편곡)’ 콤비가 참여하기도 하였다.

## 수록곡
1. Traveler
2. MIX JUICE/Masayuki Sakamoto
3. Glory
4. Going Back 2 R・e・a・l
5. DAY〜今日から〜/Hiroshi Nagano
6. ジンクス
7. 季節
8. ダーザイン 〜風の吹く街で〜/Yoshihiko Inohara
9. Knock me Real